# Hamelin (Manche)
Pour les articles homonymes, voir Hamelin.
Hamelin est une commune française, située dans le département de la Manche en région Normandie, peuplée de 109 habitants.

## Géographie
Couvrant 246 hectares, le territoire d'Hamelin est le moins étendu du canton de Saint-James.
| Saint-Laurent-de-Terregatte                     | Saint-Laurent-de-Terregatte                     | Saint-Hilaire-du-Harcouët |
| Saint-Georges-de-Reintembault (Ille-et-Vilaine) | Hamelin                                         | Saint-Hilaire-du-Harcouët |
|                                                 | Saint-Georges-de-Reintembault (Ille-et-Vilaine) |                           |

### Hydrographie
La commune est située dans le bassin Seine-Normandie. Elle est drainée par le Lair, le ruisseau de la Ramee et le ruisseau de la Vallee,,.
Le Lair, d'une longueur de 15 km, prend sa source dans la commune de Louvigné-du-Désert et se jette  dans la Sélune en limite de Saint-Hilaire-du-Harcouët et de Saint-Laurent-de-Terregatte, après avoir traversé huit communes. 

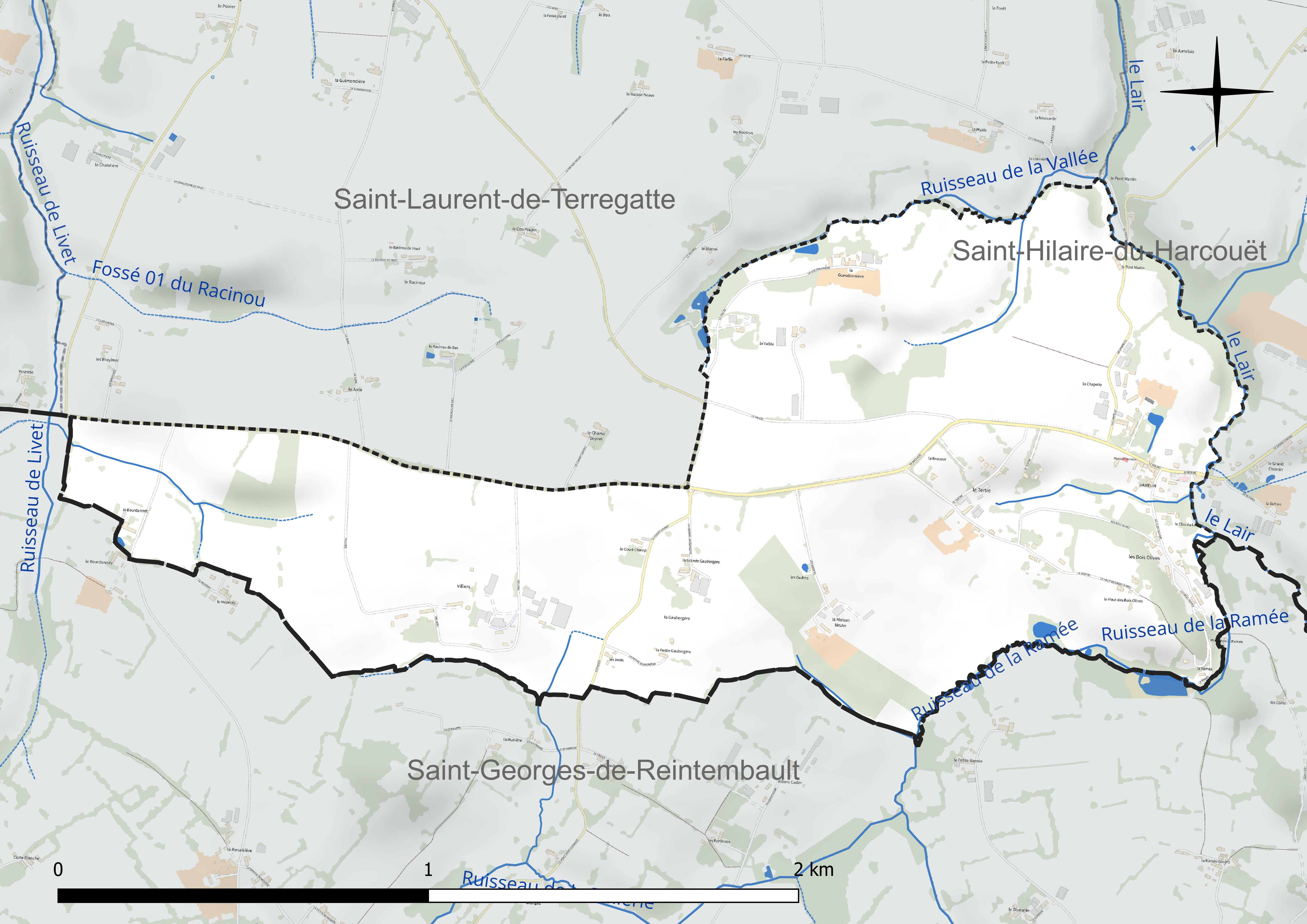
Réseau hydrographique d'Hamelin.

### Climat
Pour des articles plus généraux, voir Climat de la Normandie et Climat de la Manche.
En 2010, le climat de la commune est de type climat océanique franc, selon une étude du CNRS s'appuyant sur une série de données couvrant la période 1971-2000. En 2020, Météo-France publie une typologie des climats de la France métropolitaine dans laquelle la commune est exposée à un climat océanique et est dans la région climatique  Bretagne orientale et méridionale, Pays nantais, Vendée, caractérisée par une faible pluviométrie en été et une bonne insolation. Parallèlement le GIEC normand, un groupe régional d’experts sur le climat, différencie quant à lui, dans une étude de 2020, trois grands types de climats pour la région Normandie, nuancés à une échelle plus fine par les facteurs géographiques locaux. La commune est, selon ce zonage, exposée à un « climat contrasté des collines », correspondant au Bocage normand, bien arrosé, voire très arrosé sur les reliefs les plus exposés au flux d’ouest, et frais en raison de l’altitude.
Pour la période 1971-2000, la température annuelle moyenne est de 10,7 °C, avec une amplitude thermique annuelle de 12,7 °C. Le cumul annuel moyen de précipitations est de 938 mm, avec 13,8 jours de précipitations en janvier et 8,5 jours en juillet. Pour la période 1991-2020, la température moyenne annuelle observée sur la station météorologique la plus proche, située sur la commune de Saint-Hilaire-du-Harcouët à 10 km à vol d'oiseau, est de 11,5 °C et le cumul annuel moyen de précipitations est de 929,5 mm,. Pour l'avenir, les paramètres climatiques de la commune estimés pour 2050 selon différents scénarios d’émission de gaz à effet de serre sont consultables sur un site dédié publié par Météo-France en novembre 2022.

## Urbanisme

### Typologie
Au 1er janvier 2024, Hamelin est catégorisée commune rurale à habitat dispersé, selon la nouvelle grille communale de densité à sept niveaux définie par l'Insee en 2022.
Elle est située hors unité urbaine. Par ailleurs la commune fait partie de l'aire d'attraction de Saint-Hilaire-du-Harcouët, dont elle est une commune de la couronne,. Cette aire, qui regroupe 8 communes, est catégorisée dans les aires de moins de 50 000 habitants,.

### Occupation des sols
L'occupation des sols de la commune, telle qu'elle ressort de la base de données européenne d’occupation biophysique des sols Corine Land Cover (CLC), est marquée par l'importance des territoires agricoles (91,6 % en 2018), une proportion identique à celle de 1990 (91,6 %). La répartition détaillée en 2018 est la suivante : prairies (57,6 %), terres arables (25,7 %), zones agricoles hétérogènes (8,3 %), zones urbanisées (7 %), forêts (1,3 %). L'évolution de l’occupation des sols de la commune et de ses infrastructures peut être observée sur les différentes représentations cartographiques du territoire : la carte de Cassini (XVIIIe siècle), la carte d'état-major (1820-1866) et les cartes ou photos aériennes de l'IGN pour la période actuelle (1950 à aujourd'hui).

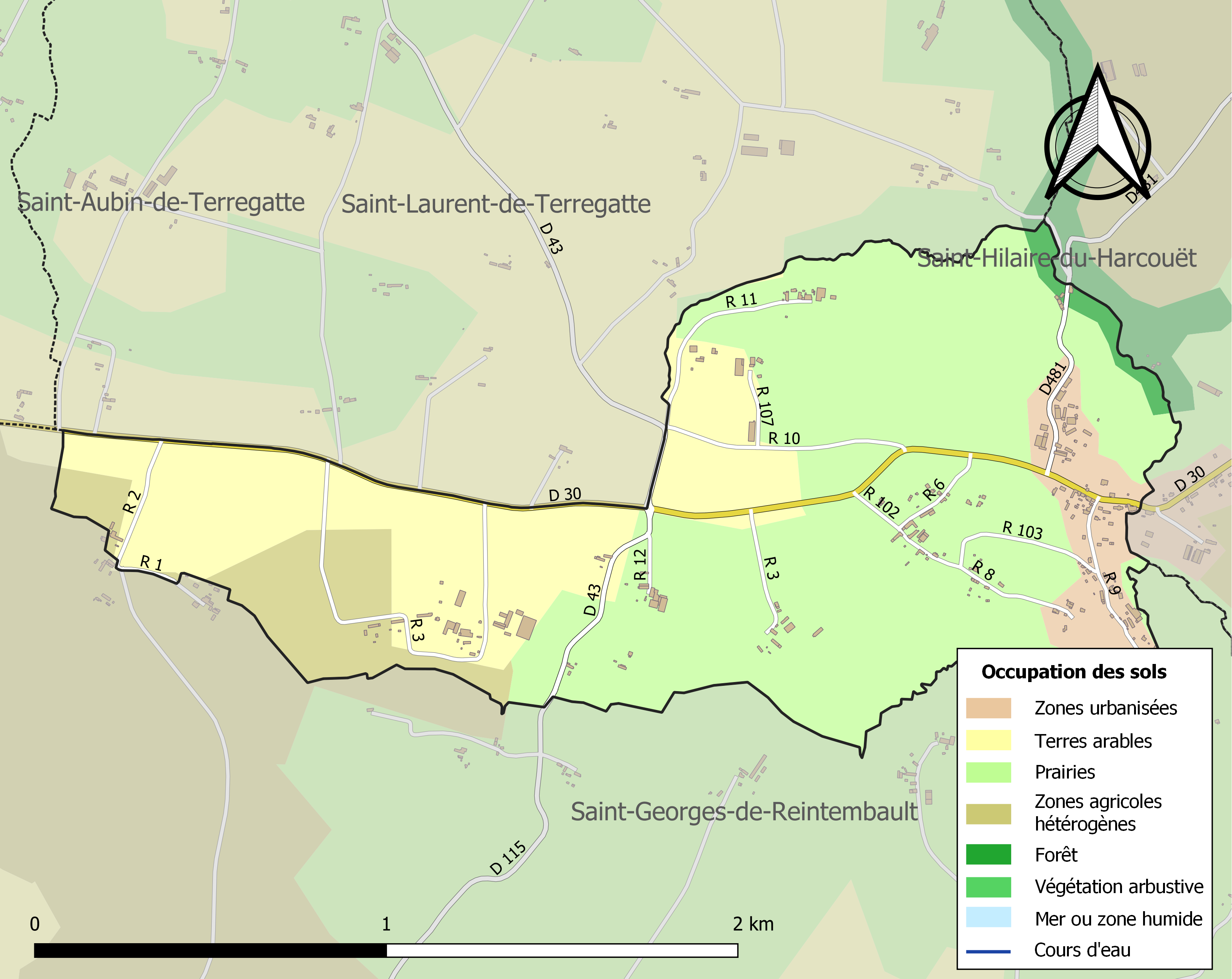
Carte des infrastructures et de l'occupation des sols de la commune en 2018 (CLC).

## Toponymie
Le nom de la localité est attesté sous les formes ecclesia Sancti Martini de Capella Hamelin en 1104, Hamelinus de Capella en 1221.
Comme le montrent les formes anciennes, le nom primitif de cette localité est Saint-Martin-de-la-Chapelle-Hamelin (forme latinisée Sanctus Martinus de Capella Hamelini), ou plus simplement La Chapelle-Hamelin (Capella Hamelin) à partir du XIIe siècle.
Il s'agit d'un toponyme médiéval associant à l'origine l'église paroissiale à Saint Martin au nom du lieu, « La Chapelle-Hamelin ». Cette dernière appellation fait référence à un ancien seigneur du nom de Hamelin, fondateur probable d'une chapelle, et brièvement mentionné en 1104 dans le cartulaire du Mont-Saint-Michel : Hildiarda uxor Escirardi, filia Hamelini, « Hildiarde femme d'Escirard, fille de Hamelin ».
Anciennement La Chapelle-Hamelin, le mot chapelle a été supprimé lors de la Révolution.
Le gentilé est Hamelinois.

## Histoire
En 1104, Hildiarde, fille de Hamelin et épouse d'Escirard fit une donation à l'abbaye du Mont-Saint-Michel.
Louis de Romilly (v. 1765-1798) fut le dernier seigneur de La Chapelle-Hamelin. Son fils, Louis Charles de Romilly (1789-1840), écuyer, sera maire de Hamelin de 1815 à 1830.

## Politique et administration
| Période | Période   | Identité                  | Étiquette | Qualité               |
| --- | --------- | ------------------------- | --------- | --------------------- |
| …1796 | 1798      | Jean Lesenecal            |           |                       |
| 1798 | 1800      | Nicolas Besnard           |           |                       |
| 1800 | 1815      | Louis Rault               |           |                       |
| 1815 | 1830      | Louis Charles de Rommilly |           |                       |
| 1830 | 1840      | Louis Rault               |           |                       |
| 1840 | 1842      | Michel Lesenecal          |           |                       |
| 1842 | 1862      | Louis Rault               |           |                       |
| 1863 | 1881      | Eugène Lemonnier          |           |                       |
| 1881 | 1882      | Anatole de Romilly        |           |                       |
| 1882 | 1884      | Jean Lesenecal            |           |                       |
| 1884 | 1887      | Eugène Lemonnier          |           |                       |
| 1887 | 1890      | Victor Abdola             |           |                       |
| 1891 | 1891      | François Lemonnier        |           |                       |
| 1891 | 1896      | Jean Lesenecal            |           |                       |
| 1896 | 1900      | Victor Pontais            |           |                       |
| 1900 | 1904      | François Lechevallier     |           |                       |
| 1904 | 1912      | Gustave Heslouin          |           |                       |
| 1912 | 1913      | Jean-Marie Bliard         |           |                       |
| 1913 | 1913      | Victor Lesénécal          |           |                       |
| 1913 | 1919      | Pierre Tourou(l)          |           |                       |
| 1919 | 1920      | Hilaire Charuel           |           |                       |
| 1920 | 1934      | Louis Fouilleul           |           |                       |
| 1934 | 1971      | Georges Fouilleul         |           |                       |
| 1971 | 1991      | Alexandre Coudray         |           |                       |
| 1991 | mars 2001 | Adolphe Deslandes         |           | Entrepreneur agricole |
| mars 2001                                                                                                   | mars 2014 | Louis Ledauphin           | SE        |                       |
| mars 2014                                                                                                   | mai 2020  | Georgette Lepaule         | SE        | Retraitée             |
| mai 2020 | En cours  | Laurent Guéroc            | SE        | Comptable             |
| Une partie des données est issue de la liste issue de l'ouvrage "601 communes et lieux de vie de la Manche" |           |                           |           |                       |

Le conseil municipal est composé de sept membres dont le maire et un adjoint.

## Démographie
L'évolution du nombre d'habitants est connue à travers les recensements de la population effectués dans la commune depuis 1793. Pour les communes de moins de 10 000 habitants, une enquête de recensement portant sur toute la population est réalisée tous les cinq ans, les populations de référence des années intermédiaires étant quant à elles estimées par interpolation ou extrapolation. Pour la commune, le premier recensement exhaustif entrant dans le cadre du nouveau dispositif a été réalisé en 2006.
En 2022, la commune comptait 109 habitants, en évolution de +15,96 % par rapport à 2016 (Manche : −0,31 %, France hors Mayotte : +2,11 %).
| 1793 | 1800 | 1806 | 1821 | 1831 | 1836 | 1841 | 1846 | 1851 |
| ---- | ---- | ---- | ---- | ---- | ---- | ---- | ---- | ---- |
| 230  | 241  | 232  | 190  | 241  | 258  | 280  | 246  | 246  |

| 1856 | 1861 | 1866 | 1872 | 1876 | 1881 | 1886 | 1891 | 1896 |
| ---- | ---- | ---- | ---- | ---- | ---- | ---- | ---- | ---- |
| 245  | 232  | 215  | 204  | 239  | 212  | 218  | 185  | 209  |

| 1901 | 1906 | 1911 | 1921 | 1926 | 1931 | 1936 | 1946 | 1954 |
| ---- | ---- | ---- | ---- | ---- | ---- | ---- | ---- | ---- |
| 210  | 197  | 204  | 151  | 147  | 185  | 197  | 180  | 202  |

| 1962 | 1968 | 1975 | 1982 | 1990 | 1999 | 2006 | 2011 | 2016 |
| ---- | ---- | ---- | ---- | ---- | ---- | ---- | ---- | ---- |
| 200  | 171  | 149  | 135  | 122  | 122  | 118  | 109  | 94   |

| 2021 | 2022 | - | - | - | - | - | - | - |
| ---- | ---- | - | - | - | - | - | - | - |
| 102  | 109  | - | - | - | - | - | - | - |

## Économie
- Minoterie des Bois Olives.

## Lieux et monuments
- Église Saint-Martin (XIXe siècle). Elle abrite une statue Vierge à l'Enfant du XVe – XVIe siècle classée au titre objet aux monuments historiques[32] ainsi que des fonts baptismaux (XVIIIe).
- If séculaire dans le cimetière.
- Croix de cimetière (XVIIe siècle), croix de chemin dite du Tertre (XVIIIe siècle) et du champ Doynel (XIXe siècle).
- Ancien presbytère (1773).
- Manoir seigneurial des Roumilly ou Romilly (cité en 1221). Il est resté de nombreux siècles la possession de la famille de Romilly[23].
- Moulin de Hamelin ou moulin aux Moines (cité en 1221) et moulin du Pont Martin (1892).